# Cockpit voice recorder

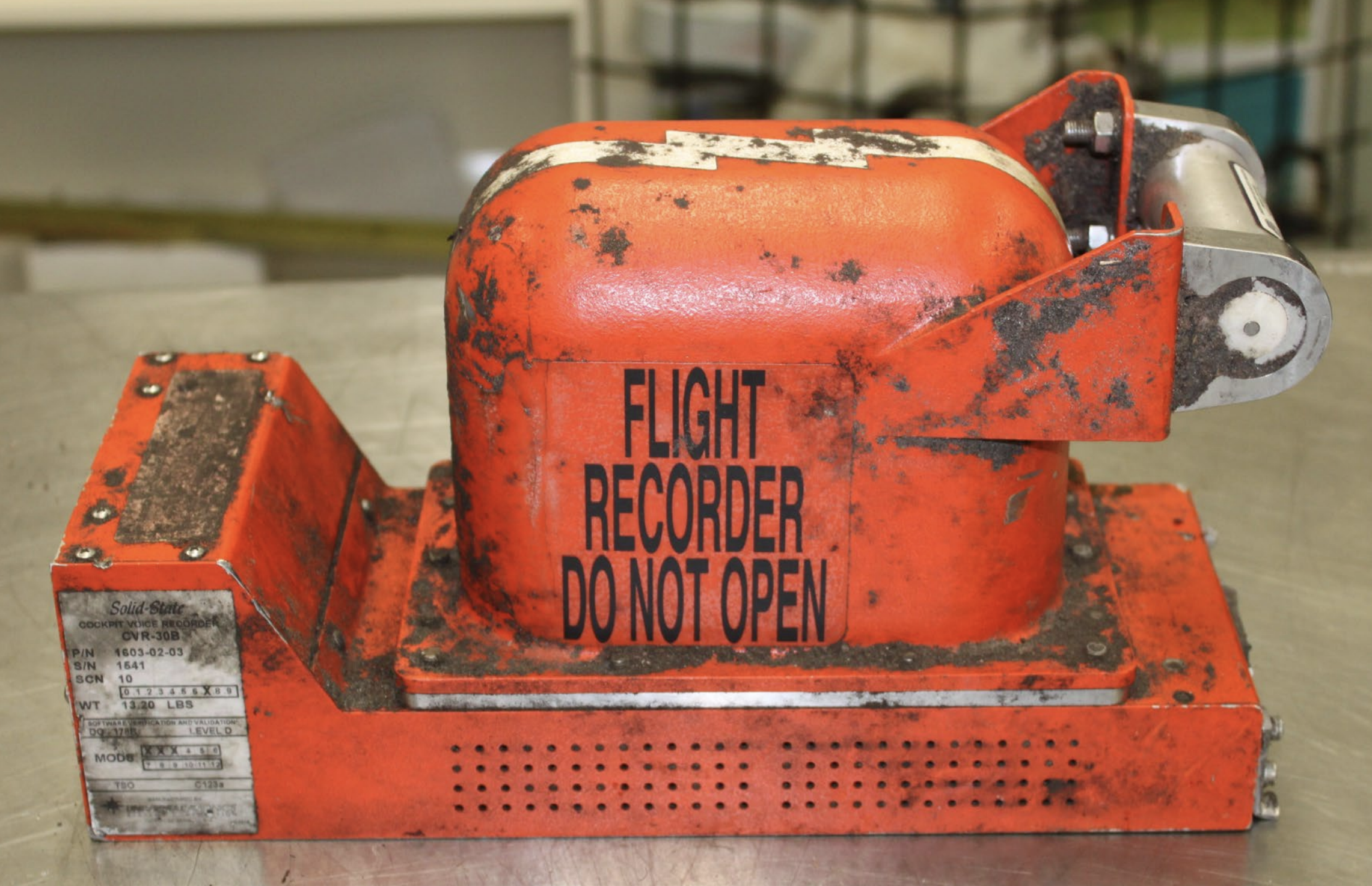
Cockpit voice recorder vyňatý z trosek letadla havarovaného v roce 2020.

Cockpit voice recorder (CVR, v češtině jako záznamník hlasů v kokpitu) je zařízení v letadle, které nahrává rádiové vysílání a zvuky v kokpitu, například hlasy pilotů nebo zvuky motoru. Vzhledem k tomu, že Federal Aviation Administration (FAA) požaduje, aby velká obchodní letadla (v některých případech i letadla menší) byla vybavena dvěma černými skříňkami zaznamenávající informace o průběhu letu, nachází se na palubě často s Flight Data Recorder (FDR). Oba záznamníky jsou do letadel umisťovány, aby pomáhaly rekonstruovat události, které vedly k letecké nehodě.
CVR zaznamenává a ukládá zvukové signály z mikrofonů a sluchátek náhlavních souprav pilotů a z prostorového mikrofonu instalovaného v pilotní kabině. Samotná krabička se nachází, tak jako FDR, v ocasní části letadla, protože ta je statisticky nejbezpečnějším místem na stroji, čímž se zvyšuje pravděpodobnost zachování záznamu v případě nehody.

## Princip CVR

### Během letu
Zvuk do záznamového zařízení CVR přenášejí zpravidla čtyři samostatné mikrofony, jež se obvykle nacházejí v náhlavní soupravě kapitána, prvního a druhého důstojníka a také uprostřed kokpitu. Tím se zajistí, že je zaznamenán jakýkoli dialog mezi členy posádky a jsou zachyceny i veškeré zvukové výstrahy nebo různé zvuky z kokpitu. Mikrofony mimo jiné také nahrávají konverzaci pilotů s řídícím letového provozu. 
Předchozí generace magnetofonů CVR ukládala pouze posledních 30 minut zvuku, zatímco polovodičové záznamníky mohou ukládat více než dvě hodiny zvuku. A takové moderní záznamníky CVR se mohou pochlubit dokonce pohotovostními bateriemi, které umožňují pokračovat v nahrávání v případě, že dojde k poruše elektrického systému letadla.

### Po nehodě
K poslechu záznamu je obvykle vytvořena komise CVR složená z členů NTSB (Národního úřadu pro bezpečnost v dopravě), FAA, provozovatele letadla, výrobce letadla, výrobce motorů a odborového svazu pilotů. Tato komise vytvoří písemný přepis zvukového záznamu CVR, který se následně použije při vyšetřování. Přepis, který obsahuje všechny podstatné části záznamu, může být zveřejněn v době veřejného slyšení NTSB.
Se záznamy CVR se zachází jinak než s ostatními faktickými informacemi získanými při vyšetřování nehody. Vzhledem k vysoce citlivé povaze mluvené komunikace v pilotní kabině Kongres požadoval, aby NTSB nezveřejňovalo žádnou část zvukového záznamu CVR. Vzhledem k této citlivosti je pro zvukový záznam CVR a jeho přepis stanoven vysoký stupeň zabezpečení. Obsah a načasování zveřejnění písemného přepisu jsou přísně regulovány: podle federálních zákonů jsou přepisy klíčových částí hlasových záznamů z pilotní kabiny zveřejněny na veřejném slyšení NTSB o nehodě, nebo pokud se slyšení nekoná, když je zveřejněna většina věcných zpráv.

## Technická specifika CVR
Nejnovější CVR používají polovodičovou paměť a digitální záznamové techniky, díky nimž jsou mnohem odolnější vůči nárazům, vibracím a vlhkosti. Díky sníženým nárokům polovodičových záznamníků na napájení je možné do jednotek zabudovat baterii, takže záznam může pokračovat až do ukončení letu, i když dojde k výpadku elektrického systému letadla.
| Doba záznamu               | 30 min nepřetržitě, 2 hodiny u polovodičových digitálních jednotek |
| Počet kanálů               | 4                                                                  |
| Tolerance nárazu           | 3400Gs / 6,5 ms                                                    |
| Odolnost proti ohni        | 1100 °C / 30 min                                                   |
| Odolnost proti tlaku vody  | ponor do cca 6100 metrů (20 000 stop)                              |
| Podvodní lokalizační maják | 37,5 kHz                                                           |
| Životnost baterie LM       | 6+ let, po aktivaci možnost 30denního provozu                      |

## Historie CVR
První videonahrávače vznikly po druhé světové válce a původně se využívaly k záznamu dat během letových zkoušek, především u vojenských letadel. Na přelomu 50. a 60. let 20. století pak vznikly první verze letových zapisovačů používaných u komerčních letů. Ty, ještě s magnetickou páskou užívanou k záznamu dat, se rychle ujaly a v polovině 60. let se staly povinnou výbavou téměř všech komerčních letadel. V 90. letech 20. století začaly letové zapisovače používat k záznamu dat polovodičovou paměť. Polovodičové zapisovače jsou mnohem spolehlivější než zapisovače na magnetickou pásku především proto, že neobsahují žádné pohyblivé části.
V 21. století jsou v komerční dopravě CVR schopny zaznamenávat 4 kanály zvukových dat po dobu 2 hodin. Dřívější požadavek, aby CVR nahrával po dobu 30 minut, se v mnoha případech ukázal jako nedostatečný. Při některých vyšetřováních nehod chyběly významné části relevantních zvukových údajů, protože k nim došlo více než 30 minut před koncem záznamu.
Přestože v minulosti proběhla snaha některých provozovatelů o zavedení palubního videozáznamů v pilotní kabině, setkaly se tyto pokusy s velmi malým úspěchem kvůli odporu profesních organizací a odborů pilotů.